# Inkarnation

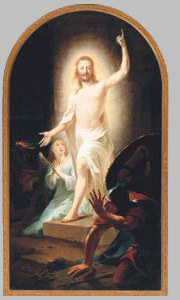
Enligt trinitarisk teologi har Gud inkarnerats i Jesus från Nasaret.

Inkarnation (latin ”förköttsligande”) är ett begrepp som används i synnerhet inom religionsvetenskapen om det gudomligas framträdande i konkret gestalt. Föreställningen om inkarnation är synnerligen starkt utvecklad inom brahmanismen, enligt vilken i själva verket hela världen är en fortgående och gradvis förverkligad inkarnation av det gudomliga. Inom kristendomen betecknar inkarnation i trinitarisk dogmatik Guds mänskliga form i Kristus. Inkarnationen ett centralt inslag i den trinitariska läran, och något som är unikt för detta enda fall. I många kulturer var kungen betraktad som inkarnationen av en gudom såsom till exempel den egyptiske faraon som inkarnerade solguden Ra.

## Inkarnationen i kristen dogmatik
Inkarnationsläran har sin grund i Paulus och Johannesevangeliets kristologi (Filipperbrevet 2:5-11, Johannesevangeliet 1:1-14), tron att den gudomliga Sonen har blivit människa (’kött’), och att Jesus Kristus därför är både Gud och människa. Att Sonen är Gud skulle vara kyrkans uppfattning beslutades vid kyrkomötet i Nicaea år 325 e.Kr.; hur kyrkan skulle se på det gudomliga och mänskliga förhåller sig hos honom fastställdes av kyrkomötena i Efesos 431 och Chalkedon 451 e.Kr.
Man framhöll att Gud är gemenskap, något som var annorlunda både från den judiska ”konungsliga upphöjdheten” av Den som har skapat allt och den enkla enheten och absoluta transcendensen hos de grekiska filosofernas yttersta Monad. Båda dessa gudsföreställningar införlivades visserligen i treenighetsbilden, men eftersom Gud ses som en total enhet av tre totalt olika hypostaser – Fadern, Sonen och den helige Ande – blir det möjligt att förkunna att Gud i en av sina personer har blivit människa.
Grundläggande för inkarnationsläran är föreställningen att människan består av kropp och själ och är en person till Guds avbild. Person är i detta sammanhang inte detsamma som individ – personen är absolut unik och fristående från människans natur, vilken kan uppvisa oändliga variationer på sitt tema, det vill säga individer. Jesus föddes som en av oss, alltså en individ i människosläktet, försedd med samma fysiska och mentala utrustning, en vilja, fysiska behov och en dödlig kropp, men hans person var gudomlig.
Enligt kristen teologi är vår nuvarande situation (den enda vi känner till) inte riktigt ”normal.” Människan var inte avsedd att bli sådan som hon nu är, men i begynnelsen av sin existens vände hon sig från Gud i revolt och blev på något sätt ”förvriden”. Detta framställs i Första Mosebokens berättelse om syndafallet. Till följd av denna bortvändelse, i vilken vi alla har del, är människan och hennes värld vad den är: förgänglig och full av lidande. Inkarnationen som människa i denna värld innebär enligt trinitarisk teologi att Gud själv träder in under syndens villkor.
Eftersom Kristus enligt kristen teologi inte själv hade någon synd (han var ju Gud i precis lika hög grad som han var människa) är det helt enkelt inte möjligt att föreställa sig vad hans upplevelse av denna mänskliga tillvaro var. Nutida spekulationer om hans tankar och känslor utgår alltid från att dessa ”måste” finnas med om man är människa, men kyrkan förkunnar att mysteriet med människan ligger just i att hon inte vet riktigt vem hon är och behöver betrakta Jesus för att få en modell på hur en människa skall nå det liv som synden vill utsläcka. Det är därför som det ur kristen synvinkel sett är allvarligt när man hävdar (som bland annat muslimerna gör) att Jesus aldrig dog på korset eller att han inte uppstod. Inkarnationen är, som en gammal litania uttrycker det, en fruktansvärd kamp mellan döden och livet. Katolska kyrkan menar att om Jesus inte dör måste vi dö ensamma och utan hopp; och att om Jesus inte uppstår är Gud död och allt hopp ute. Inkarnationen har därför en absolut grundläggande betydelse för Katolska kyrkans förståelse av människans förhållande till Gud och ingår även i den sammanfattande lärodefinition som utgör medlemskrav i Kyrkornas världsråd, den bredaste internationella ekumeniska organisationen. "Gud blev människa för att människan skulle bli gud" (Athanasius). Kristi gärning, hans lidande, död och uppståndelse, förutsätter detta samspel av gudomligt och mänskligt. Man kan utan överdrift säga att den klassiska kristna (nicaeanska) teologin vilar på läran om inkarnationen och Treenigheten, med allt vad det innebär för synen på människan. Det finns emellertid ett flertal rörelser som förnekar läran om inkarnationen, liksom läran om treenigheten, men som ändå betraktar sig själva som kristna. Till dessa hör bland annat unitarianer, kristadelfianer, Jehovas Vittnen och anhängare av reformationsrörelsen.

## Inkarnationen i judisk dogmatik
Den judiska religionen, liksom senare den islamiska, lägger stor vikt vid särskillnaden mellan mänskligt och gudomligt. Gud är absolut transcendent, okännbar och ouppnåelig. Det är därför otänkbart att det som är jordiskt, förgängligt eller på något vis immanent kan förenas med Gud. Man kan säga att människan är Guds barn, men att säga att människan är Gud upplevdes på Jesu tid, liksom även idag av muslimer, judar och antitrinitariska kristna, som hädelse och förfall till en hednisk världsåskådning (under antiken var skillnaden mellan en gud och en hjälte, vad vi idag skulle kalla en ”stor människa” eller ett ”helgon”, ganska suddig. Det uppstod också vid flera tillfällen allvarligt motstånd inom den kristna kyrkan eller hos andra som åberopade Jesus som auktoritet. Den viktigaste motståndsrörelsen var arianismen, som förstår inkarnationen såsom att Guds heliga ord, logos ("Ordet"), tog platsen i Jesu kropp, och därför avvisar tron på att Gud själv blev människa i Jesus.
Hörnstenen är Jesu nära relation med Gud, som han kallar sin Fader, och tolkningen av Gamla testamentet i ljuset av Jesu död och uppståndelse. Här samlas den judiska bilden av Messias, konungen av Davids ätt, "den lidande tjänaren" och (så småningom) Guds vishet som finns med vid alltings skapelse i en enda gestalt. Denna gestalt är Jesus från Nasaret. Det är viktigt att notera att denne Jesus inte är en kroppslig uppenbarelse av det gudomliga (alltså en skenbild) och inte heller en människa som så att säga har tömts på allt (själ, sinne och vilja) och fyllts av Gud. Båda dessa teorier uppstod under de första århundradena av den kristna eran och anammades av många. Kyrkan bekämpade dem som heresier och var på grund av kontroverserna tvungen att noga begrunda vad det egentligen innebar när de kristna förkunnade att ”Jesus är Herre” (då ”Herre” var en av Guds titlar).

## Andra former av inkarnation
Inom den indiska religiösa traditionen finns det så kallade avatara, som är uppenbarelser i kroppslig form av det gudomliga, och även den grekiska antiken var bekant med gudar som tog mänsklig form och besökte världen. I sådana fall rör det sig emellertid i sista hand om en skenbild eller en särskild kropp som inte har annat än sin fysiska aspekt och yttre skepnad gemensamt med oss vanliga människor. Kristi inkarnation är av ett annat slag och är ett av mänsklighetens stora svar på gåtan om relationen – i detta fall föreningen – mellan det timliga och det eviga.
Som cykliskt förlopp finns här även begreppet reinkarnation.